# Кушнір Олександр Вікторович
Олекса́ндр Ві́кторович Кушні́р (27 серпня 1978, с. Козубівка, Доманівський район, Миколаївська область, Українська РСР — 15 лютого 2016, смт. Новотроїцьке, Волноваський район, Донецька область, Україна) — молодший сержант Збройних сил України, учасник війни на сході України (72-га окрема механізована бригада, головний сержант).

## Життєпис
Загинув під час обстрілу з гранатомета поблизу смт Новотроїцьке Волноваського району Донецької області. Разом з Олександром загинули старшина Іван Бєляєв та молодший сержант Петро Попов.
Похований за місцем народження, у с. Козубівка.
Указом Президента України № 291/2016 від 4 липня 2016 року «за особисту мужність і високий професіоналізм, виявлені у захисті державного суверенітету та територіальної цілісності України, вірність військовій присязі» нагороджений орденом «За мужність» III ступеня (посмертно).